# Tour de France de 1955
O Tour de France 1955 foi a 42º  Tour de France, teve início no dia 7 de Julho e concluiu-se em 30 de Julho de 1955. A corrida foi composta por 22 etapas, no total mais de 4495 km, foram percorridos com uma média de 34,446 km/h.

## Resultados

### Classificação geral
| Pos | Nome              | País       | Equipa | Tempo        |
| --- | ----------------- | ---------- | ------ | ------------ |
| 1   | Louison Bobet     | França     |        | 130h 29' 26" |
| 2   | Jean Brankart     | Bélgica    |        | 4' 53"       |
| 3   | Charly Gaul       | Luxemburgo |        | 11' 30"      |
| 4   | Pasquale Fornara  | Itália     |        | 12' 44"      |
| 5   | Antonin Rolland   | França     |        | 13' 18"      |
| 6   | Raphaël Geminiani | França     |        | 15' 01"      |
| 7   | Giancarlo Astrua  | Itália     |        | 18' 13"      |
| 8   | Stan Ockers       | Bélgica    |        | 27' 13"      |
| 9   | Alex Close        | Bélgica    |        | 31' 10"      |
| 10  | François Mahé     | França     |        | 36' 27"      |